# Frank Gardner
Frank Gardner foi um futebolista inglês, cofundador do Leicester City F.C. em 1884, na época chamado de Leicester Fosse. Ele também foi o primeiro treinador do clube e ficou no cargo até 1892.